# Università di Bayreuth
L’Università di Bayreuth è un'università tedesca, con sede a Bayreuth.

## Storia
È stata fondata nel 1975 come istituzione focalizzata sulla collaborazione internazionale e sull'approccio interdisciplinare.

## Struttura
L'ateneo è organizzato nelle seguenti facoltà, ognuna delle quali definisce i propri criteri di ammissione e programmi accademici in maniera quasi del tutto autonoma:
- Biologia, chimica e geologia
- Ingegneria
- Legge ed economia e commercio
- Lettere e lingue
- Matematica, fisica e informatica
- Medicina
- Studi culturali